# Dieter Läpple (Stadtforscher)
Dieter Läpple (* 1941 in Waiblingen) ist ein deutscher Stadtforscher.

## Leben
Nach Facharbeiterausbildung und abgeschlossenem Studium als Fahrzeugbauingenieur studierte Läpple Wirtschafts- und Sozialwissenschaften an der TU Berlin und FU Berlin. Er schloss seine Studien mit dem Diplom in Volkswirtschaft und der Promotion zum Dr. rer. pol. ab. Nach längerer Tätigkeit am Institut für Soziologie der FU Berlin führten ihn Forschungstätigkeiten u. a. nach Amsterdam, Paris und Leiden. An der Universität Aix-Marseille war er 1984 Gastprofessor. Seit 1986 war er Universitätsprofessor für Stadt- und Regionalökonomie und von 1993 bis 2007 Leiter des Instituts Stadt- und Regionalökonomie und -soziologie an der TU Hamburg-Harburg. 1992/93 war er Fellow und Gastprofessor am Wissenschaftszentrum Nordrhein-Westfalen, 1996/97 Gastprofessor auf dem Lehrstuhl „Alfred Grosser“, am Institut d’études politiques de Paris (Science Po), 2004/05 Research Fellow am Hanse-Wissenschaftskolleg. Im Oktober 2007 wurde er emeritiert. Er nahm jedoch weiterhin Aufgaben in der Lehre an der 2006 gegründeten HafenCity Universität Hamburg wahr, u. a. zur Rückverlagerung der Produktion in die Städte und zur informellen Stadtentwicklung im internationalen Vergleich.

## Mitgliedschaften und Auszeichnungen
Läpple war ordentliches Mitglied der Deutschen Akademie für Städtebau und Landesplanung, „Urban Expert“ und Mitglied des Advisory Board des „Urban Age“-Programms der London School of Economics und der Alfred Herrhausen Society, Mitglied des Kuratoriums der Internationalen Bauausstellung Hamburg, Mitglied des Kuratoriums Schloss Ettersburg und Träger der Baukulturpreises des BDA Hamburg 2007. 2011 wurde er durch die Senatorin für Stadtentwicklung und Umwelt in den Wissenschaftlichen Beirat für die Umwelthauptstadt Hamburg 2011 berufen. Die Senatorin für Kultur, Sport und Medien berief ihn in den Beirat zur Evaluierung der Hamburger Stadtteilkulturzentren und Geschichtswerkstätten.

## Veröffentlichungen
- Staat und allgemeine Produktionsbedingungen: Grundlagen zur Kritik der Infrastrukturtheorien. Berlin 1972, ISBN 3-87975-010-6.
- Trendbruch in der Raumentwicklung: Auf dem Weg zu einem neuen industriellen Entwicklungstyp? Hrsg. Technische Universität Hamburg-Harburg, Institut Stadt- und Regionalökonomie/-soziologie. Forschungsprojekt Strukturwandel und Innovation in der Wirtschaftsregion Hamburg. Diskussionsbeitrag 1. 1987.
- Zum Problem der ökonomischen Verflechtung. Das Beispiel der historischen Entwicklung der Harburger Seehafenindustrien. Hrsg. Technische Universität Hamburg-Harburg. Forschungsprojekt Strukturwandel und Innovation in der Wirtschaftsregion Hamburg. Diskussionsbeitrag 4. 1989.
- Neue Technologien in räumlicher Perspektive. Hrsg. Technische Universität Hamburg-Harburg. Forschungsprojekt Strukturwandel und Innovation in der Wirtschaftsregion Hamburg. Diskussionsbeitrag 3. 1989.
- Essay über den Raum: Für ein gesellschaftswissenschaftliches Raumkonzept. In: Hartmut Häußermann (Hrsg.): Stadt und Raum. Soziologische Analysen (= Stadt, Raum und Gesellschaft). Band 1. Centaurus, Pfaffenweiler 1991, ISBN 3-89085-552-0, S. 157–207.
- mit Joachim Thiel: Sozioökonomischer Strukturwandel, Raum-Zeitkonfiguration und Alltag in Metropolregionen. Eine konzeptuelle Skizze mit empirischer Illustration. Hrsg. Universität Hamburg. Forschungsstelle Zeitpolitik. VERA Working Papers 3. 2005.
- mit Andrea Soyka: Stadt – Zwischenstadt – Stadtregion. Raumwirtschaftliche Transformationen in der Stadtregion Frankfurt/Rhein-Main. Wuppertal (Zwischenstadt 10) 2007, ISBN 978-3-928766-84-5.
- mit Hartmut Häußermann, Walter Siebel: Stadtpolitik. Suhrkamp, Frankfurt am Main 2008, ISBN 978-3-518-12512-0.
- Zeiten und Räume der Stadt. Theorie und Praxis. Budrich, Opladen u. a. 2010.
- Perspektiven einer produktiven Stadt. In: Klaus Schäfer (Hrsg.): Aufbruch aus der Zwischenstadt. Urbanisierung durch Migration und Nutzungsmischung. transcript UrbanStudies, Bielefeld 2018, ISBN 978-3-8376-4365-7, S. 150–175